# Svein Krøvel
Svein Krøvel (* 12. Mai 1946; † 29. Dezember 2011) war ein norwegischer Kameramann.

## Leben
Svein Krøvel wurde als Sohn eines Musikers geboren und entschied sich anhand des finanziell unsicheren Lebens seines Vaters früh gegen eine Karriere in der Kunst, weswegen er ursprünglich Ingenieur werden wollte. Er besuchte daraufhin eine technische Schule, wo er zum Statiker ausgebildet wurde. Während eines Praktikums in Voldsløkka entschied er sich allerdings gegen diese Laufbahn und versuchte sich, nach Rücksprache mit seinem Vater, in unterschiedlichen künstlerischen Handwerken, bevor er beim Kamerawesen landete. Daher besuchte er ab 1968 die  Foto- og dokumentärfilmskolan in Stockholm und erlernte unter dem „sehr strengen“ Fotografen Christer Strömholm sein Handwerk. Bereits während des Studiums pendelte Krøvel zwischen Stockholm und Oslo und arbeitete als Kameraassistent.
Nachdem Krøvel mit dem 1976 erschienenen Drama Heksene fra den forstenede skog als hauptverantwortlicher Kameramann debütierte, arbeitete er unter anderem mit bekannten Regisseuren wie Knut Erik Jensen, Torun Lian und Petter Næss zusammen. Seine international bekanntesten Arbeiten sind Elling, Tsatsiki – Freunde für immer und Mozart und der Wal.

## Filmografie (Auswahl)
- 1984: Ein Schritt ins Leben (Lars i Porten)
- 1986: X
- 1996: Markus und Diana (Markus og Diana)
- 1998: Die sanften Hände (Dei mjuke hendene)
- 1998: Nur Wolken bewegen die Sterne (Bare skyer beveger stjernene)
- 2001: Elling
- 2001: Heftig und begeistert (Heftig og begeistret)
- 2001: Tsatsiki – Freunde für immer (Tsatsiki – Vänner för alltid)
- 2005: Mozart und der Wal (Mozart and the Whale)